# Marija Igorewna Gromowa

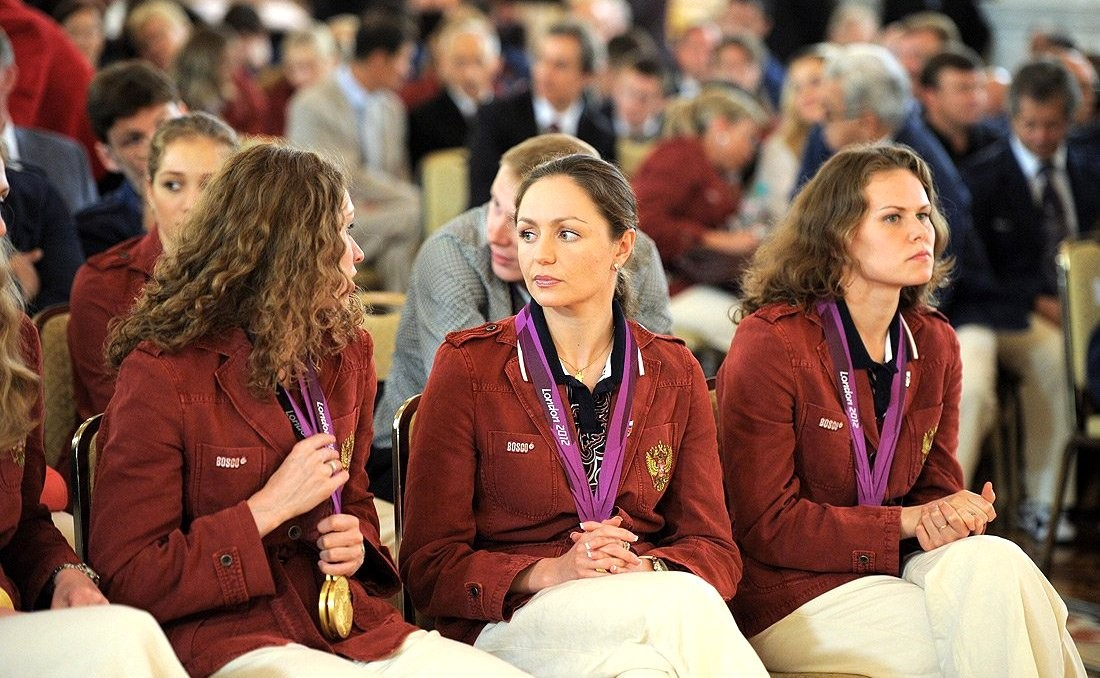
Gromowa (rechts) im Jahr 2012

Marija Igorewna Gromowa (russisch Мария Игоревна Громова, engl. Transkription Mariya Gromova; * 20. Juli 1984 in Moskau) ist eine russische Synchronschwimmerin. 
Sie gewann bei den Olympischen Spielen 2004, 2008 und 2012 jeweils mit dem russischen Team die Goldmedaille in der Gruppenwertung. 2001 als Ersatzschwimmerin, sowie 2003, 2005 und 2007 als Mitglied der russischen Gruppe siegte Gromowa bei der Weltmeisterschaft; 2002, 2004 und 2006 war Gromowa mit der russischen Gruppe Europameisterin.